# All In
All In (no Brasil Cartada de Risco) é um filme americano, lançado em 2006.

## Sinopse
Ace (Dominique Swain) e seu pai Seal (Michael Madsen) partilham um amor e uma amizade fora do comum, mas que é interrompida prematuramente. Porém, não antes de ele ensinar à filha todos os seus truques para ganhar no poker. Anos mais tarde, ace e seus amigos do curso de medicina formam uma equipe que transforma-se numa verdadeira máquina de jogar poker. Enquanto as participações, tanto nos cassinos quanto nas salas de cirurgia, começam a ficar arriscadas, ace finalmente compreende aquilo que seu pai lhe ensinara: o que importa não são as cartas que você tem, mas como você as joga. 

## Elenco Principal
- Dominique Swain - Ace
- Michael Madsen - Seal
- Louis Gossett Jr. - Caps
- James Russo - Dr. Pennington
- Colleen Porch - Dr. Redmond
- Scott Whyte - Barrett
- Michelle Lombardo - Jasmine
- Kristen Miller - Katie
- Christopher Backus - Pete
- Johann Urb - Jake

## Ligações Externas
- All In. no IMDb.
- Site Oficial